# 8627 Kunalnayyar
8627 Kunalnayyar è un asteroide della fascia principale. Scoperto nel 1981, presenta un'orbita caratterizzata da un semiasse maggiore pari a 2,5959430 au e da un'eccentricità di 0,1019994, inclinata di 1,03563° rispetto all'eclittica.
L'asteroide è dedicato all'attore britannico Kunal Nayyar, uno dei protagonisti della serie televisiva The Big Bang Theory.